# يو إف سي في 2007
كان عام 2007 هو العام الخامس عشر في تاريخ بطولة القتال النهائي (يو إف سي)، وهي عبارة عن ترويج لفنون القتال المختلطة مقره الولايات المتحدة. في عام 2007، عقدت يو إف سي 19 حدث بدءاً من يو إف سي ليلة القتال: إيفانز ضد سالمون [الإنجليزية].

## قائمة الأحداث
| #   | الحدث                                               | التاريخ        | المكان                        | الموقع                                    | الحضور |
| --- | --------------------------------------------------- | -------------- | ----------------------------- | ----------------------------------------- | ------ |
| 102 | يو إف سي 79: عدو                                    | 29 ديسمبر 2007 | ميشيلوب ألترا أرينا           | لاس فيغاس، نيفادا، الولايات المتحدة       | 11٬075 |
| 101 | المقاتل النهائي: نهائي فريق هيوز ضد فريق سيرا       | 8 ديسمبر 2007  | منتجع بالمز كازينو            | لاس فيغاس، نيفادا، الولايات المتحدة       | —      |
| 100 | يو إف سي 78: المصادقة                               | 17 نوفمبر 2007 | مركز الحصافة                  | نيوآرك، نيو جيرسي، الولايات المتحدة       | 14٬071 |
| 099 | يو إف سي 77: منطقة معادية                           | 20 أكتوبر 2007 | يو أس بانك أرينا              | سينسيناتي، أوهايو، الولايات المتحدة       | 16٬054 |
| 098 | يو إف سي 76: ضربة قاضية                             | 22 سبتمبر 2007 | هوندا سنتر                    | أنهايم، كاليفورنيا، الولايات المتحدة      | 13٬770 |
| 097 | يو إف سي ليلة القتال: توماس ضد فلوريان              | 19 سبتمبر 2007 | منتجع بالمز كازينو            | لاس فيغاس، نيفادا، الولايات المتحدة       | —      |
| 096 | يو إف سي 75: بطل ضد بطل                             | 8 سبتمبر 2007  | ذا أوه2 أرينا                 | لندن، إنجلترا، المملكة المتحدة            | 16٬235 |
| 095 | يو إف سي 74: احترام                                 | 25 أغسطس 2007  | ميشيلوب ألترا أرينا           | لاس فيغاس، نيفادا، الولايات المتحدة       | 11٬065 |
| 094 | يو إف سي 73: مرصوصة                                 | 7 يوليو 2007   | أركو أرينا                    | ساكرامنتو، كاليفورنيا، الولايات المتحدة   | 13٬183 |
| 093 | المقاتل النهائي: نهائي فريق بولفر ضد فريق بن فينال  | 23 يونيو 2007  | منتجع بالمز كازينو            | لاس فيغاس، نيفادا، الولايات المتحدة       | —      |
| 092 | يو إف سي 72: النصر                                  | 16 يونيو 2007  | الأوديسة                      | بلفاست، أيرلندا الشمالية، المملكة المتحدة | 7٬850  |
| 091 | يو إف سي ليلة القتال: شجاع ضد فيشر [الإنجليزية]     | 12 يونيو 2007  | فندق وكازينو سيمينول هارد روك | هوليوود، فلوريدا، الولايات المتحدة        | —      |
| 090 | يو إف سي 71: ليدل ضد جاكسون                         | 26 مايو 2007   | إم جي إم جراند جاردن أرينا    | لاس فيغاس، نيفادا، الولايات المتحدة       | 14٬728 |
| 089 | يو إف سي 70: تصادم الأمم                            | 5 أبريل 2007   | مانشستر أرينا                 | مانشستر، إنجلترا، المملكة المتحدة         | 15٬114 |
| 088 | يو إف سي 69: ركلات الترجيح                          | 7 مارس 2007    | تويوتا سنتر                   | هيوستن، تكساس، الولايات المتحدة           | 15٬269 |
| 087 | يو إف سي ليلة القتال: ستيفنسون ضد جيلارد            | 5 مارس 2007    | منتجع بالمز كازينو            | لاس فيغاس، نيفادا، الولايات المتحدة       | 1٬734  |
| 086 | يو إف سي 68: الانتفاضة                              | 3 مارس 2007    | نيشن وايد أرينا               | كولومبوس، أوهايو، الولايات المتحدة        | 19٬079 |
| 085 | يو إف سي 67: الكل أو لا شيء                         | 3 فبراير 2007  | ميشيلوب ألترا أرينا           | لاس فيغاس، نيفادا، الولايات المتحدة       | 10٬787 |
| 084 | يو إف سي ليلة القتال: إيفانز ضد سالمون [الإنجليزية] | 25 يناير 2007  | فندق وكازينو سيمينول هارد روك | هوليوود، فلوريدا، الولايات المتحدة        | 5٬287  |